# Льон Палляса
Льон Палляса, льон Палласа, льон Палласів (Linum pallasianum) — вид рослин з родини льонові (Linaceae), поширений на півдні європейської Росії, у Криму й Румунії, у Болгарії — вимер.

## Опис
Багаторічна рослина 7–15 см завдовжки. Присадкуватий густо запушений, часто сріблясто-білий дернистий напівкущик. Всі листки зазвичай з 1 жилкою. Суцвіття малоквіткове. Чашолистки 5–9 мм довжиною, помітно довші від коробочки, з краю і на серединній жилці густо залозисто-війчасті. Коренева система стрижнева. Листки широколінійні, сидячі. Квітки жовті.
Цвіте в червні й липні. Плодоносить у липні й серпні.

## Поширення
Поширений на півдні європейської Росії, у Криму й Румунії; у Болгарії — вимер.
В Україні вид зростає по кам'янистих місцях, скелях, вапняковим осипах — у Криму, розсіяно (Керченський півострів; м. Старий Крим, м. Феодосія, смт Судак; м. Севастополь — Херсонес).

## Загрози й охорона
Загрозами є порушення місць зростання, будівництво, сільськогосподарська діяльність, витоптування в результаті рекреації, випасання худоби.
Занесений до Червоної книги Україні в статусі «Рідкісний». Охороняють на території Карадазького, Казантипського та Опукського ПЗ.